# 米哈伊洛·德拉帕特
米哈伊洛·瓦西里耶维奇·德拉帕特（烏克蘭語：Михайло Васильович Драпатий；1982年11月21日—；又譯德拉帕蒂），乌克兰军事人物，自2024年11月29日起担任乌克兰陆军司令。

## 早年生活
德拉帕特出生于乌克兰西部赫梅利尼茨基州的卡缅涅茨-波多利斯基市。学校毕业后，他进入哈尔科夫乌克兰装甲部队军事学院学习。德拉帕特于2004年离开该学院，开始在驻扎基辅州白采尔克瓦的第72机械化旅担任中尉。

## 家庭
德拉帕特已婚并育有一子一女。